# Złamanie prącia

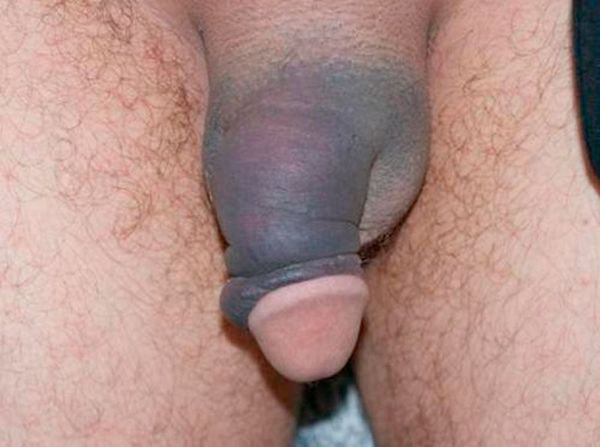
Złamanie prącia

Złamanie prącia (łac. Fractura penis) – rzadka forma urazu prącia (około 1–2% jego urazów), polegająca na przerwaniu ciągłości błony białawej ciała jamistego w trakcie wzwodu członka, najczęściej w wyniku tępego urazu. Urazowi towarzyszy najczęściej silny ból, obrzęk powodujący ugięcie oraz możliwy jest do usłyszenia charakterystyczny trzask pękających naczyń – stąd też popularnie przytoczona nazwa „złamania”.
W Polsce po raz pierwszy opisaną przez Konstantego Porcyankę w roku 1838. Z „prawdziwym” złamaniem nie ma ono wiele wspólnego, człowiek nie posiada bowiem prawie nigdy kości prącia – uraz polega na przerwaniu otoczki białawej ciała jamistego prącia.
Przyczyną jest najczęściej anormalny stosunek płciowy lub masturbacja, może być nią jednak także pozornie błahy uraz.
Cechy charakterystyczne złamania prącia to:
- występowanie zawsze w czasie erekcji (rozciągnięta osłonka biaława traci wówczas elastyczność)
- odczuwalny podczas złamania silny ból
- czasami możliwy słyszalny „trzask” (stąd też nazwa złamanie)
- natychmiastowe ustąpienie erekcji
- bardzo szybko tworzący się krwiak
- złamane prącie często przybiera charakterystyczny, saksofonopodobny kształt, odginając się w kierunku przeciwnym do miejsca przerwania otoczki białawej
- urazowi temu może towarzyszyć uszkodzenie cewki moczowej.

Obowiązującym postępowaniem lekarskim jest operacja w trybie nagłym.